# 록히드 P-2 넵튠
록히드 P-2 넵튠은 대전이 끝난 뒤 미국의 해군 항공대의 주력이 된 초계기다. P-2 해상초계기는 잠수함,선박등을 타격하는 능력을 갖추고 있는 우수한 해양 군용기다.

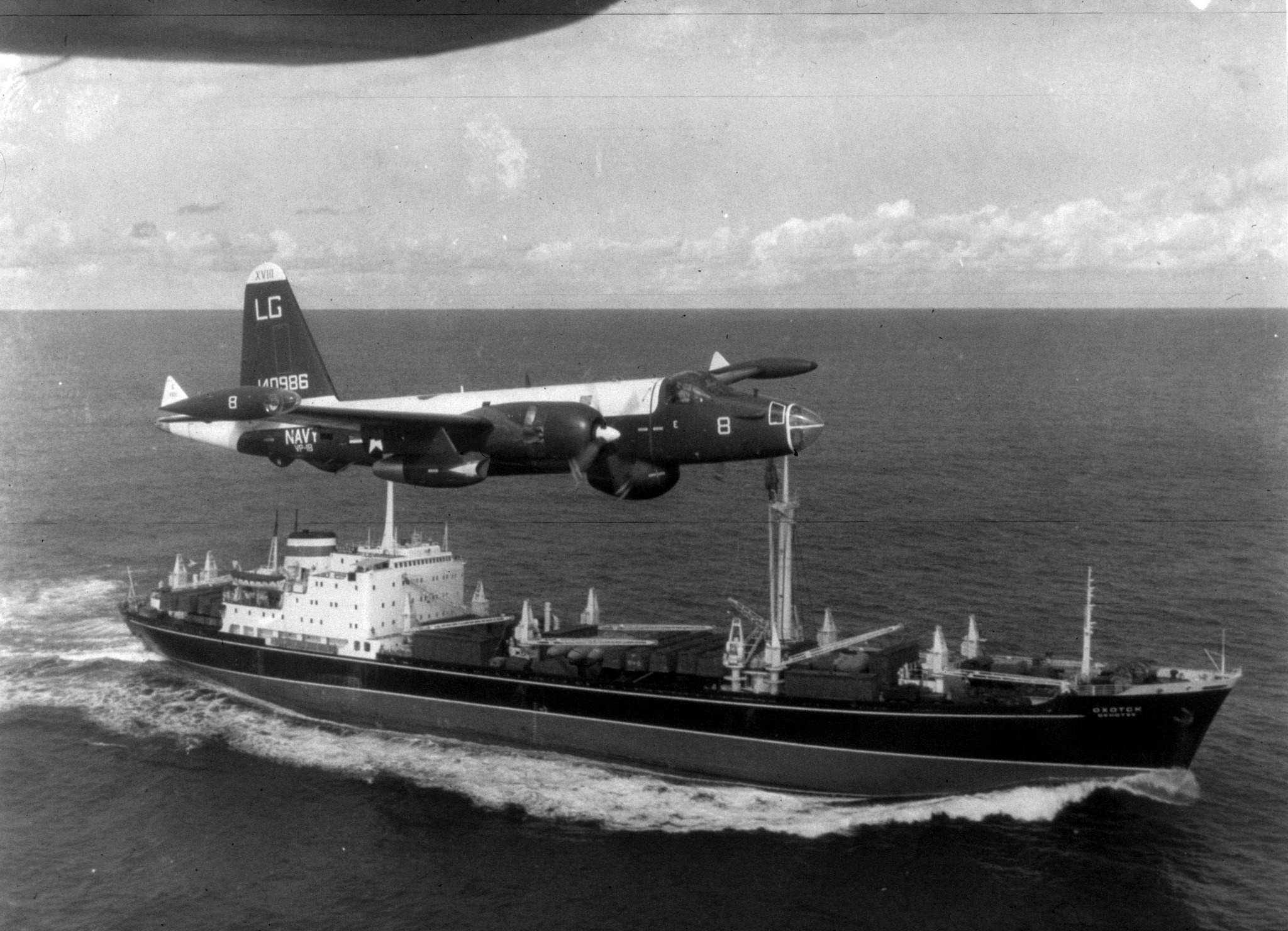
소련 함선과 미 해군의 넵튠 초계기.

## 역사
미 해군의 P-2 기체는 매우 뛰어난 해양 군용기였다. 냉전 초기, 50년대부터 70년대까지 미국을 적 세력의 잠수함과 선박으로부터 보호해줬다. 2발의 쌍발 엔진에, B-24와 비슷한 체격, 그리고 뛰어난 작전능력으로 널리 명성을 떨쳤다. 2차대전 당시의 영국의 모스키토 폭격기, 독일의 BF110과 덩치가 비슷하다고 보면 된다. 터보프롭 엔진을 사용하는 항공기인데, 각 제트 엔진마다 15.1 kN의 추력을 지니고 있다.

## 보유국
P-2는 11개 이상국가들이 도입한 베스트셀러 군용기였다.
- 미국
- 일본
- 중화민국
- 오스트레일리아
- 캐나다
- 영국
- 브라질
- 네덜란드
- 포르투갈
- 아르헨티나
- 프랑스

## 일본의 P-2J

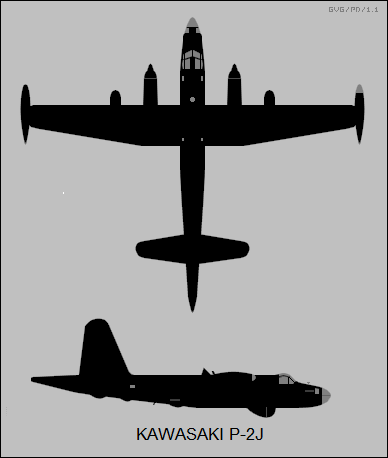
일본 가와사키의 P-2J 초계기.

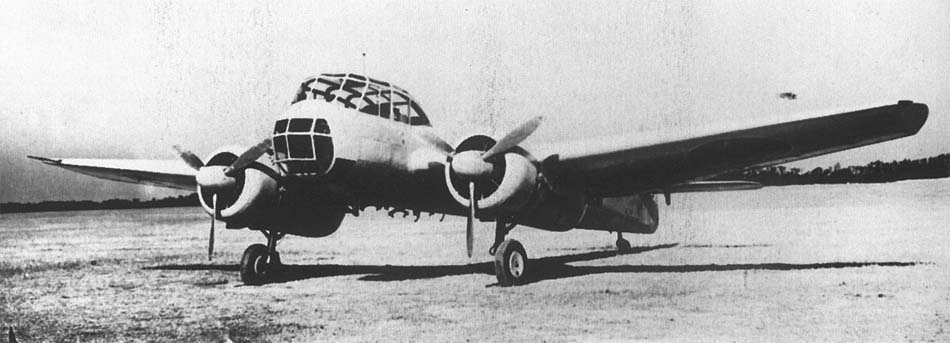
대일본제국 해군의 Q1W 초계기.

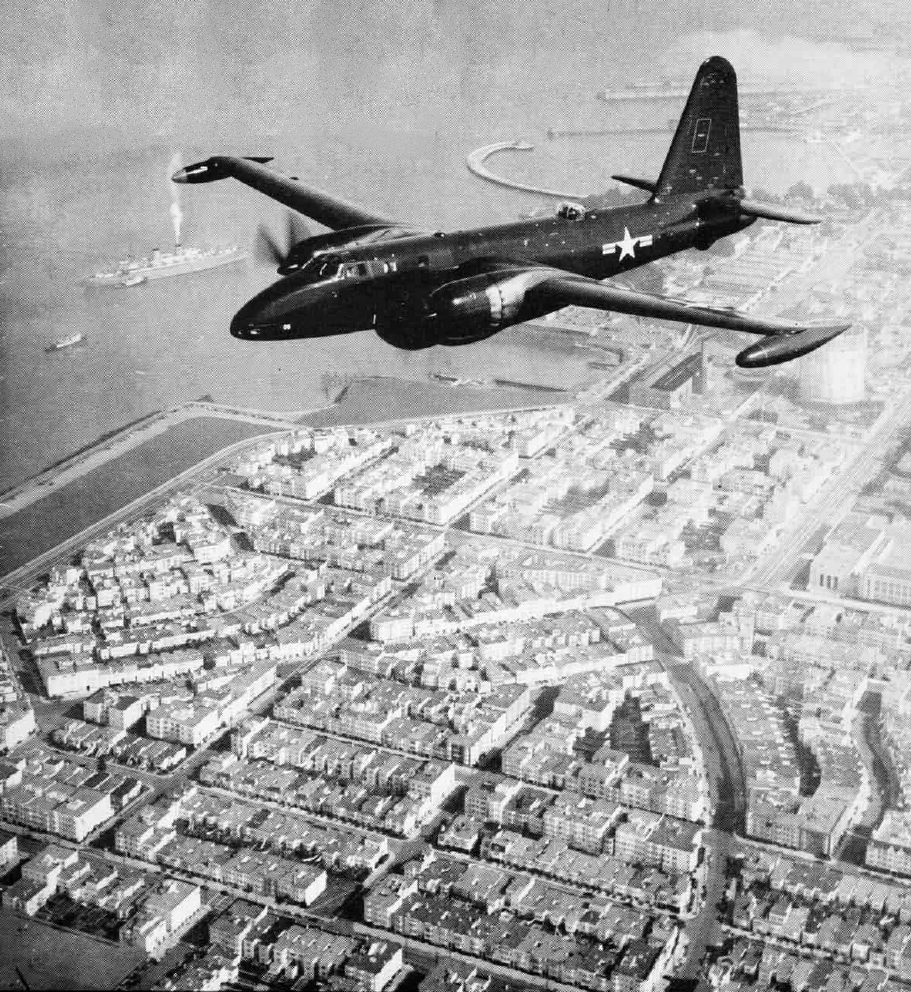
미 해군의 P-2 초계기. 1950년도의 사진이다.

때는 태평양전쟁, 일본 제국에서 큐슈 Q1W 도카이가 제작된다. 1943년에 첫비행, 1945년 1월에 양산에 돌입했다. 일본 제국 해군은 기존에도 G4M이라는 중무장한 중형폭격기를 보유했지만, 미국의 첨단 공대함 전략을 보고 전쟁말기에 Q1W라는 초계기를 개발하게 된다. 종전 후 일본은 미국 초계기를 면허 생산한채 해군 항공대의 세력을 잇게 된다. P-2는 200대 생산. P-3는 107대가량 생산됐다. 가와사키에서 면허생산한 모델명은 P-2J였다.

## 대만의 P-2
대만의 초계기 전력은 26대의 P-2, 12대의 P-3로 총합 38대의 전력을 보유하고 있다.

## 사진

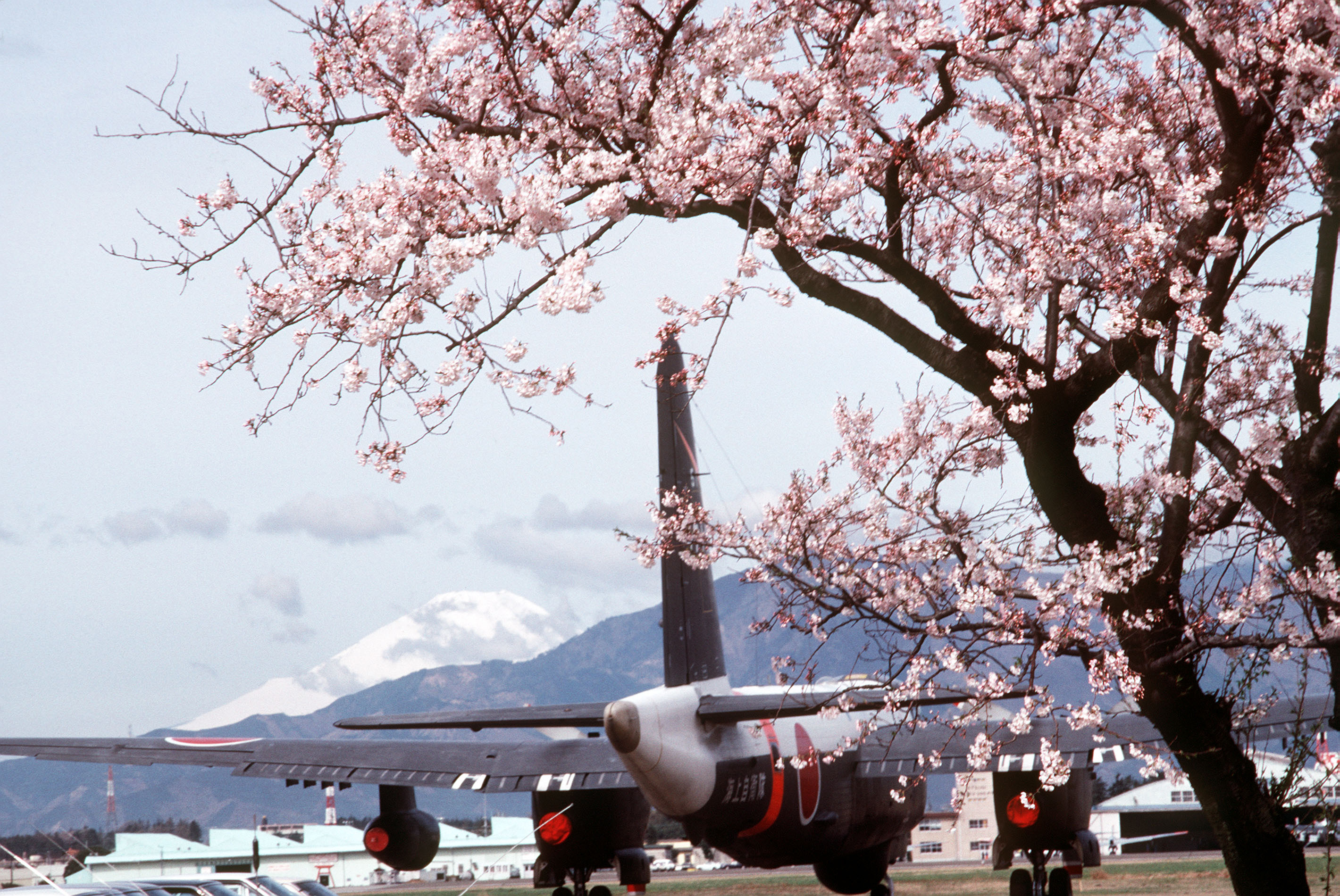
일본 가와사키의 P-2J 초계기
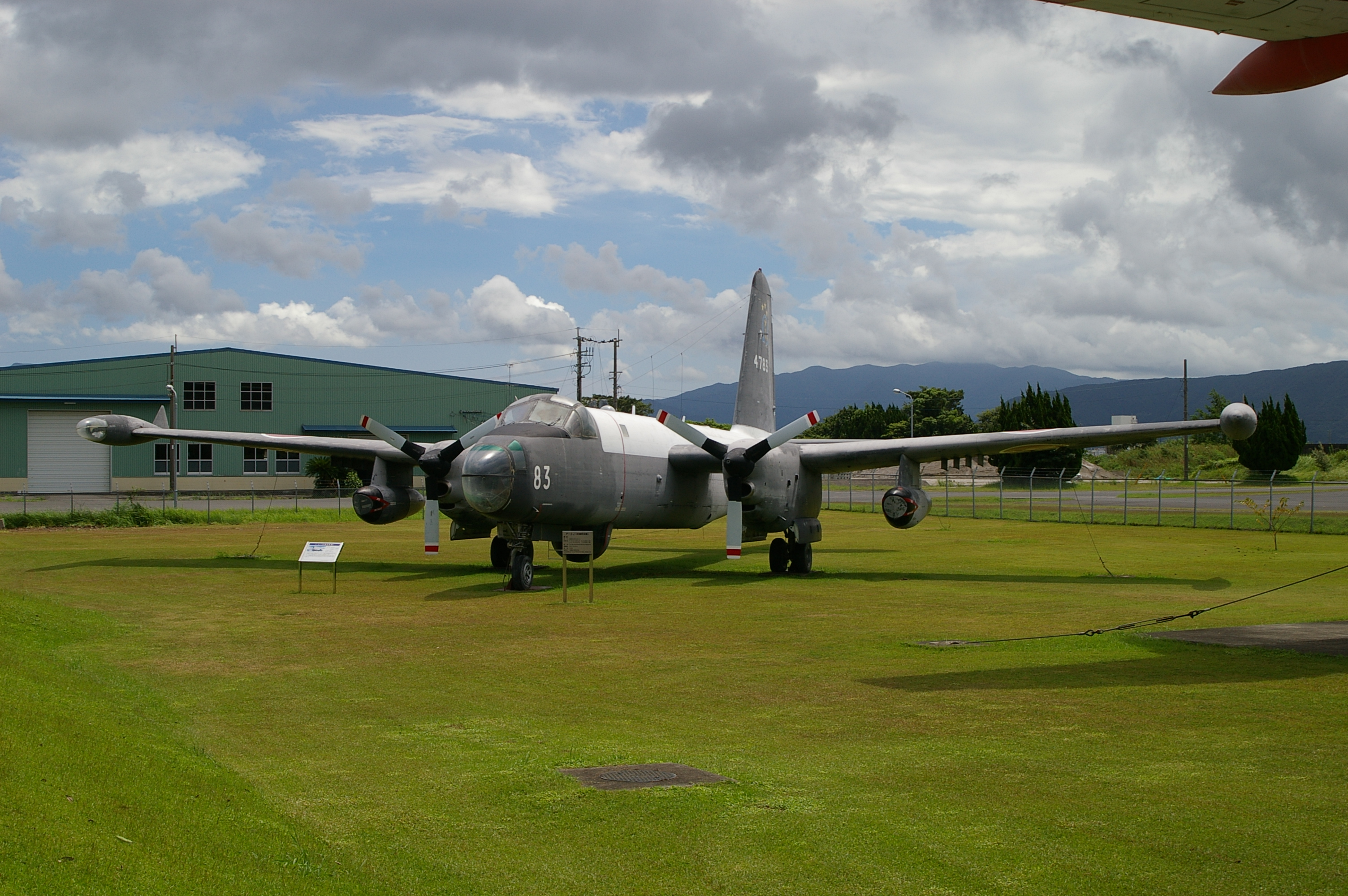
P-2J 초계기
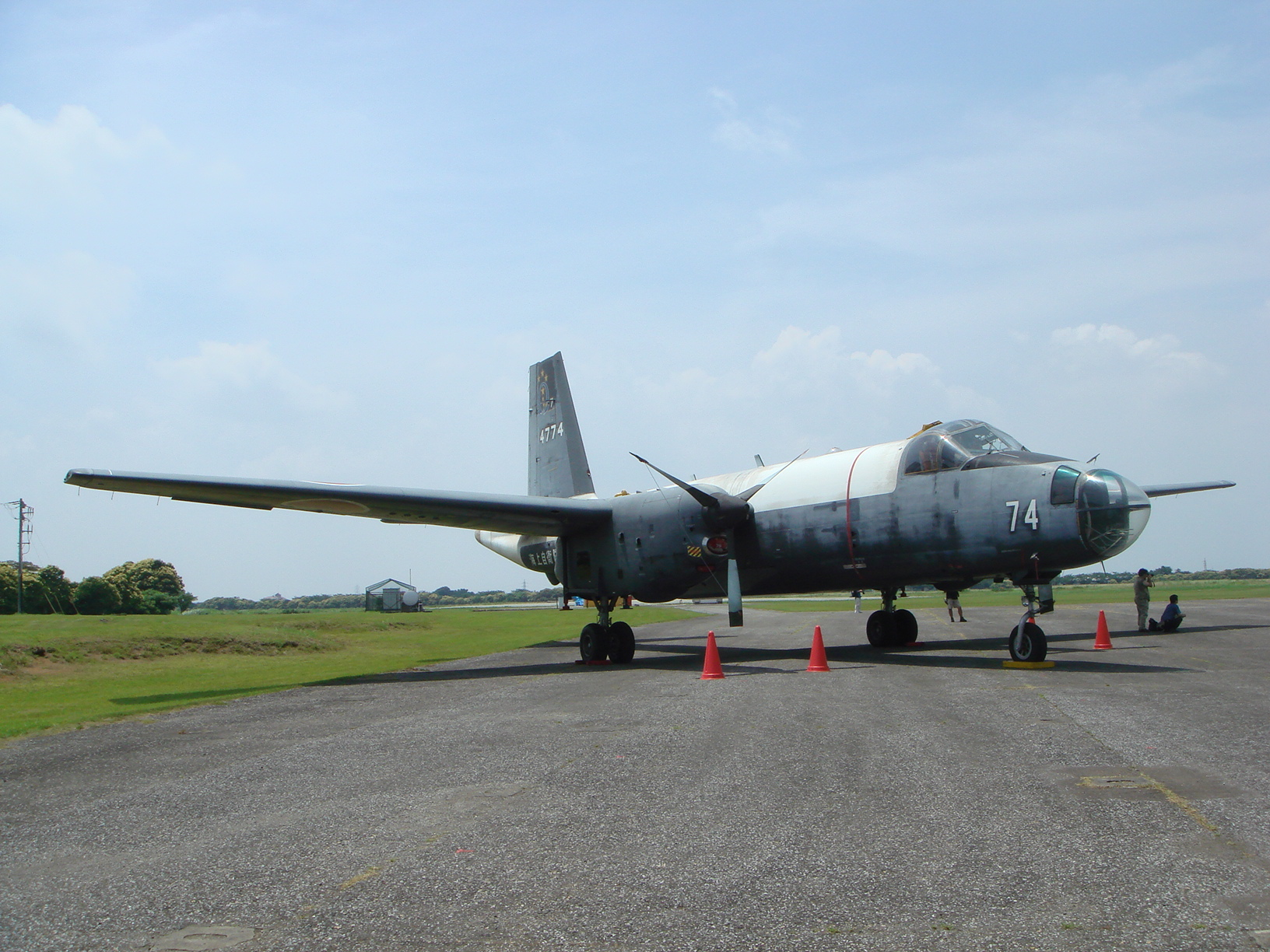
일본 P-2J 초계기

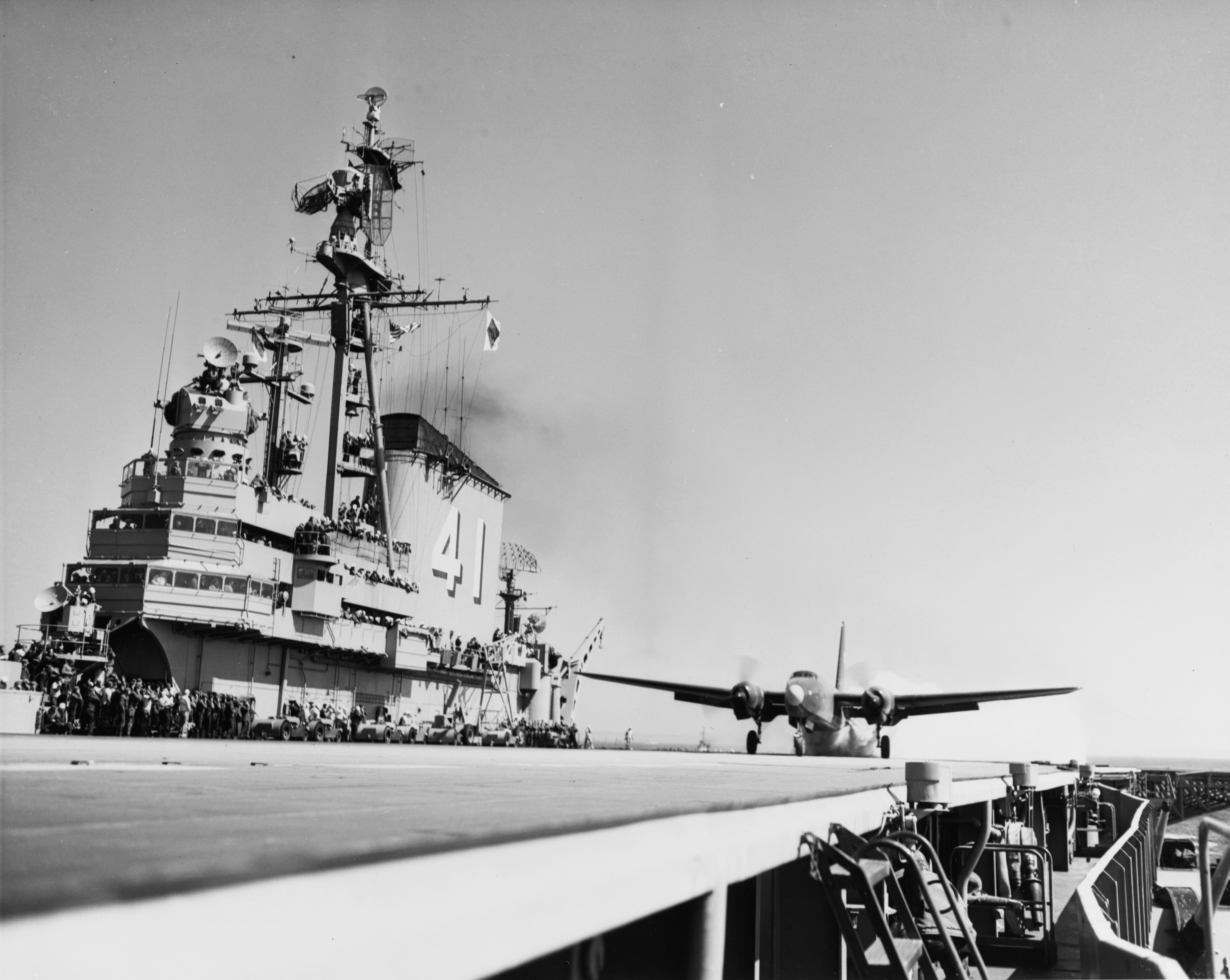
P2V의 군함 위에서의 발진. 1949년 (1)
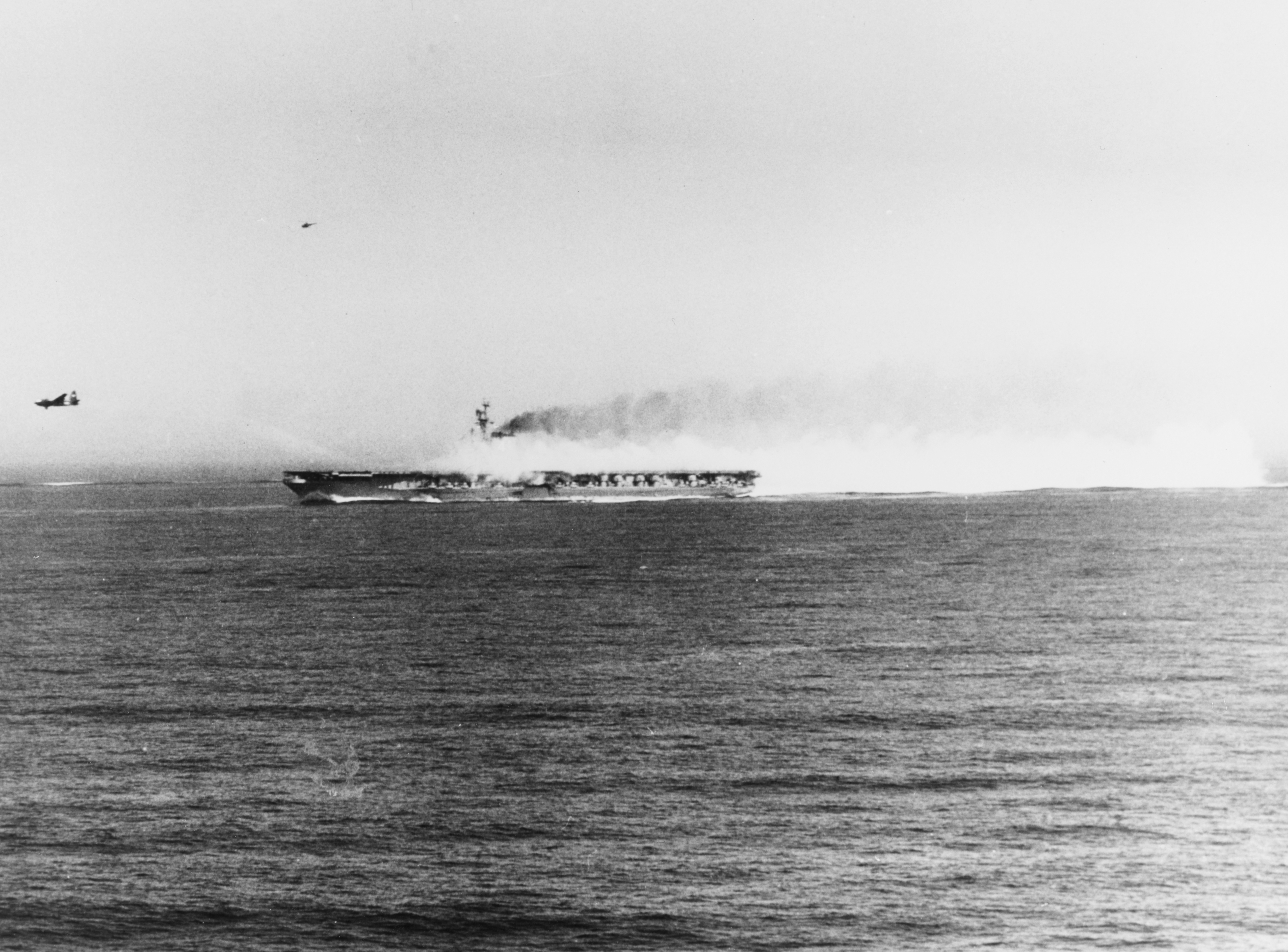
P2V의 군함 위에서의 발진. 1949년 (2)
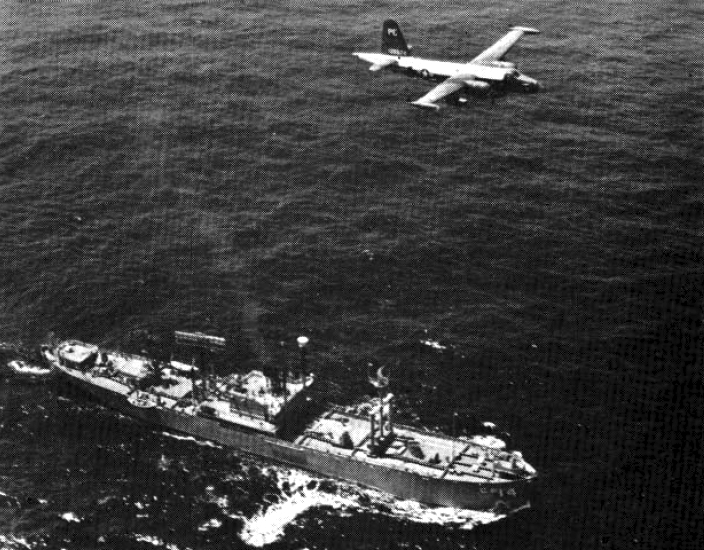
소련 선박과 함께. 1961년